# 天上山 (中華民国)
天上山は、中華民国新北市にある山である。土城区と三峡区の境界にあり新店区との境界も近い。標高は430mで、山頂に三等三角点（1099号）があり、台湾小百岳の一つである。天上山脈の最高峰であり、東北に五城山、文笈山、北に南天母山が見え、西北の承天禪寺を見下ろす。天気が良いときは、北面山麓の土城区全体、台北盆地西半部から大屯山、觀音山一帯まで望める。近年、地元自治体は天上山一帯の登山道を統合して「天上山登山道」と定めた。